# 大杨镇 (乾县)
大杨镇，是中华人民共和国陕西省咸陽市乾县下辖的一个乡镇级行政单位。

## 行政区划
大杨镇下辖以下地区：
王乐村、祥符村、双庙村、中巷村、留午村、永生村、北倪村、闫家庙村、大留村、杨东村、纪德村、南张村、牛池村、大寨村、杨善村、大杨村、让村、药新村和西宁村。